# Lukas Jaun
Lukas Jaun (né le 29 juillet 1991 à Bienne) est un coureur cycliste suisse.

## Palmarès
- 2007
  -  Champion de Suisse sur route débutants
- 2009
  - 3e du championnat de Suisse du contre-la-montre juniors
- 2011
  - 3e du championnat de Suisse de poursuite par équipes

## Classements mondiaux
| Année           | 2015 | 2016   | 2017   |
| --------------- | ---- | ------ | ------ |
| UCI Europe Tour | 907e | 1 723e | 1 753e |